# Sint-Antoniuskerk (Verviers)

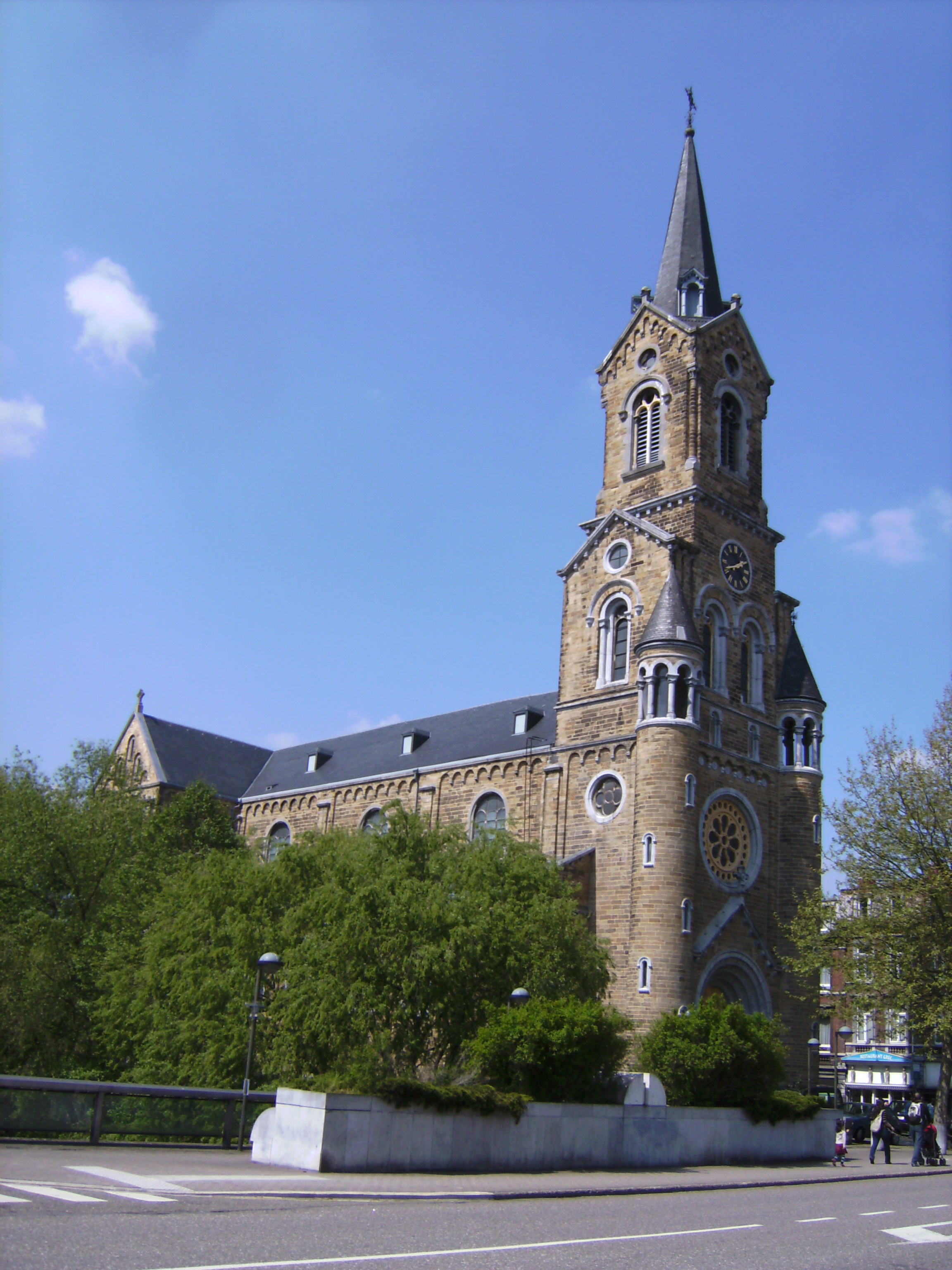
Sint-Antonius en Sint-Hubertuskerk

De Sint-Antoniuskerk of: Sint-Antonius en Sint-Hubertuskerk (Église Saint-Antoine et Saint-Hubert) is een rooms-katholiek kerkgebouw in de Belgische stad Verviers, gelegen aan de Rue Saucy.
De kerk is gewijd aan Antonius van Padua en Hubertus van Luik.

## Geschiedenis
De parochie werd gesticht in 1843, en de huidige kerk werd gebouwd in 1883 naar ontwerp van Paul-Auguste Castermans.

## Gebouw
Het is een grote driebeukige kruiskerk in neoromaanse stijl, gebouwd in kalksteen- en zandsteenblokken. De kerk heeft een halfronde apsis. De voorgebouwde westtoren wordt geflankeerd door twee ronde traptorens.

## Interieur
Het meubilair is voornamelijk van einde 19e en begin 20e eeuw.